# Bellano
Bellano är en ort och kommun i provinsen Lecco i regionen Lombardiet i Italien. Kommunen hade 3 185 invånare (2018).
Kommunen Vendrogno uppgick i Bellano den 1 januari 2020. Befolkningen i de två kommunerna var 3478 (2019).